# Aelurillus aeruginosus
Aelurillus aeruginosus är en spindelart som först beskrevs av Eugène Simon 1871.  
Aelurillus aeruginosus ingår i släktet Aelurillus och familjen hoppspindlar. Inga underarter finns listade i Catalogue of Life.